# M85 (mitrailleuse)
Pour les articles homonymes, voir M85.
La mitrailleuse M85. est une mitrailleuse lourde conçue en 1959 par AAI Corporation et produite par General Electric. Elle a été créée dans le but de remplacer la vénérable Browning M2.

## Caractéristiques

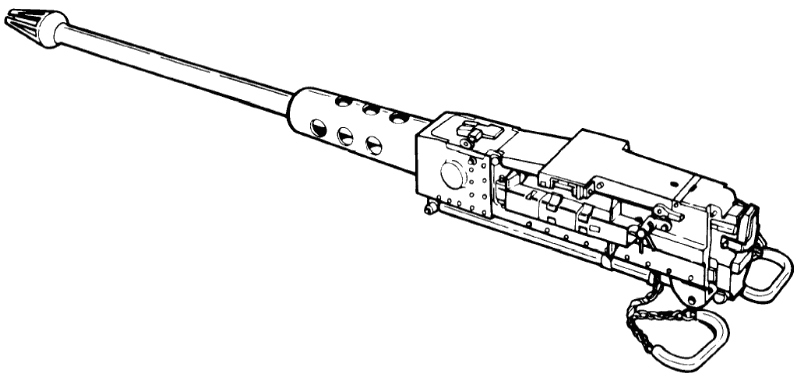
Croquis de la M85.

La M85 avait l'avantage d'être plus légère d'une dizaine de kilos que la M2 tout en étant plus compacte. De plus, elle proposait deux cadences de tir. L'alimentation de l'arme peut se faire aussi bien à gauche qu'à droite et ne nécessite aucun démontage. Le levier d'armement et la détente sont opérés à distance par l'intermédiaire de deux poignées, rouge et noire, reliées chacune à un câble. Le canon équipé d'un cache-flamme pouvait être changé rapidement. Ce système sera repris plus tard sur la Browning M2 QCB (Quick Change Barrel). Elle équipa les véhicules amphibies AAV-7 et les chars M60.
Malgré ses qualités certaines, la M85 acquit rapidement une mauvaise réputation en raison de sa mauvaise fiabilité et de sa complexité. Elle sera démontée des AAV-7 qu'elle équipait dès la fin des années 1970 et ne fut pas choisie pour d´autres utilisations.